# Ligue des nations masculine de volley-ball
Pour les articles homonymes, voir Ligue des nations.
La Ligue des nations masculine de volleyball est une compétition officielle de volley-ball qui réunit chaque été seize équipes. Le premier tournoi a débuté en mai 2018, la finale se déroulant à Lille en juillet.
La création du tournoi a été annoncée en octobre 2017 comme un projet conjoint entre la FIVB, la IMG et 21 fédérations nationales. La Ligue des Nations remplace la Ligue Mondiale, compétition qui s'est déroulée de 1990 à 2017.
L'édition 2020, reportée dans un premier temps, est annulée le 8 mai par la Fédération internationale de volley-ball, en raison de la pandémie de maladie à coronavirus.
Le tour préliminaire était prévu sur 5 semaines, du 22 mai au 21 juin. La phase finale devait, quant à elle, se dérouler aux États-Unis (du 1er au 5 juillet) mais le lieu fut modifié car la compétition était programmée pendant l'Independence Day, célébrée tous les ans à la date du 4 juillet. La ville de Turin (Italie) fut choisie en remplacement, avant que la FIVB ne renonce finalement à organiser l'épreuve cette année.

## Palmarès
| Année | Vainqueur                                            | Finaliste                                            | Troisième                                            | Quatrième                                            | Lieu de la phase finale                        |
| ----- | ---------------------------------------------------- | ---------------------------------------------------- | ---------------------------------------------------- | ---------------------------------------------------- | ---------------------------------------------- |
| 2018  | Russie                                               | France                                               | États-Unis                                           | Brésil                                               | Stade Pierre-Mauroy, Villeneuve-d'Ascq, France |
| 2019  | Russie                                               | États-Unis                                           | Pologne                                              | Brésil                                               | UIC Pavilion, Chicago, États-Unis              |
| 2020  | Édition annulée en raison de la pandémie de Covid-19 | Édition annulée en raison de la pandémie de Covid-19 | Édition annulée en raison de la pandémie de Covid-19 | Édition annulée en raison de la pandémie de Covid-19 | Pala Alpitour, Turin, Italie                   |
| 2021  | Brésil                                               | Pologne                                              | France                                               | Slovénie                                             | Rimini Fiera, Rimini, Italie                   |
| 2022  | France                                               | États-Unis                                           | Pologne                                              | Italie                                               | Unipol Arena, Bologne, Italie                  |
| 2023  | Pologne                                              | États-Unis                                           | Japon                                                | Italie                                               | Ergo Arena, Gdańsk, Pologne                    |
| 2024  | France                                               | Japon                                                | Pologne                                              | Slovénie                                             | Atlas Arena, Łódź, Pologne                     |
| 2025  | Pologne                                              | Italie                                               | Brésil                                               | Slovénie                                             | Gymnase Beilun, Ningbo, Chine                  |

## Tableau des médailles
| Rang  | Nation     | Or | Argent | Bronze | Total |
| ----- | ---------- | -- | ------ | ------ | ----- |
| 1     | Pologne    | 2  | 1      | 3      | 6     |
| 2     | France     | 2  | 1      | 1      | 4     |
| 3     | Russie     | 2  | 0      | 0      | 2     |
| 4     | Brésil     | 1  | 0      | 1      | 2     |
| 5     | États-Unis | 0  | 3      | 1      | 4     |
| 6     | Japon      | 0  | 1      | 1      | 2     |
| 7     | Italie     | 0  | 1      | 0      | 1     |
| Total | Total      | 7  | 7      | 7      | 21    |

## Meilleur joueur du tournoi par édition
- 2018 :  Maksim Mikhailov
- 2019 :  Matthew Anderson
- 2020 : N/A
- 2021 :  Wallace de Souza &  Bartosz Kurek
- 2022 :  Earvin Ngapeth
- 2023 :  Pawel Zatorski
- 2024 :  Antoine Brizard
- 2025 :  Jakub Kochanowski